# Gunman's Walk
Gunman's Walk (conocida en español como El salario de la violencia en España y Alarido de sangre en México) es una película wéstern estadounidense de 1958 dirigida por Phil Karlson y protagonizada por Van Heflin y Tab Hunter.

## Argumento
Davy Hackett (James Darren) y su irascible y arrogante hermano mayor Ed (Tab Hunter) están a punto de ayudar a su padre, el ranchero Lee (Van Heflin), en una redada de caballos. Los hermanos conocen a Cecily «Clee» Chouard (Kathryn Grant), una hermosa mujer mitad francesa, mitad sioux; cuando Ed hace insinuaciones no deseadas hacia ella, Davy, él mismo genuinamente interesado en ella, se disculpa por el comportamiento de su hermano.
El hermano de Clee, Paul (Bert Convy), y otros dos indios están invitados a unirse a la redada. A Ed le molesta especialmente el talentoso y trabajador Paul. Ed está obsesionado con capturar una esquiva yegua blanca, aparentemente para Davy, y no puede soportar el hecho de que Paul decida competir por el animal. Durante una salvaje persecución tras el caballo, Ed monta al otro hombre hasta su muerte por un acantilado. Los dos indios presencian esto y Ed es arrestado. Cuando el caso llega a los tribunales, Ed es liberado cuando un hombre llamado Sieverts (Ray Teal) miente diciendo que vio lo que pasó: el acantilado cedió y la muerte fue un accidente. Lee se entera de que Davy está enamorado de Clee y lo repudia.
Sieverts afirma haber perdido un grupo de caballos salvajes que había reunido; Lee le permite diez de los suyos como gesto de gratitud por haber salvado a su hijo. Cuando Sieverts selecciona la yegua blanca, Lee se da cuenta de que Sieverts es deshonesto, pero no dice nada. Ed ve a Sievert paseando por la ciudad con los caballos. Cuando el hombre no suelta a la yegua, Ed le dispara. Encarcelado de nuevo, dispara a un agente y se escapa. Lee lo localiza y su confrontación se intensifica hasta el punto en que Ed lanza un desafío y se prepara para desenfundar su pistola contra su padre. Lee dispara y mata a su hijo. Lee regresa a la ciudad con el cuerpo y, después de reflexionar sobre su propia vida, les pide a Davy y Clee que se unan a él para llevar el cuerpo de Ed de regreso al rancho.

## Reparto
- Van Heflin como Lee Hackett
- Tab Hunter como Ed Hackett
- Kathryn Grant como Clee Chouard
- James Darren como Davy Hackett
- Mickey Shaughnessy como el ayudante del sheriff Will Motely.
- Robert F. Simon como el sheriff Harry Brill.
- Edward Platt como Purcell Avery.
- Ray Teal como Jensen Sieverts.
- Paul Birch como Bob Selkirk, el cuidador de Lee.
- Will Wright como juez.
- Bert Convy como Paul Chouard (sin acreditar).
- Chief Blue Eagle como Black Horse, indio (sin acreditar).
- Paul Bryar como barman del salón (sin acreditar).
- Harry Antrim como Doctor (sin acreditar).
- Everett Glass como el reverendo Arthur Stotheby (sin acreditar).
- Dorothy Adams como Martha Stotheby (sin acreditar).
- Lloyd Cleveland Keith-Yankton Sioux como indio con chaqueta azul (sin acreditar).